# Círculo de Valeriepieris

El círculo de Valeriepieris en una proyección de Winkel-Tripel.

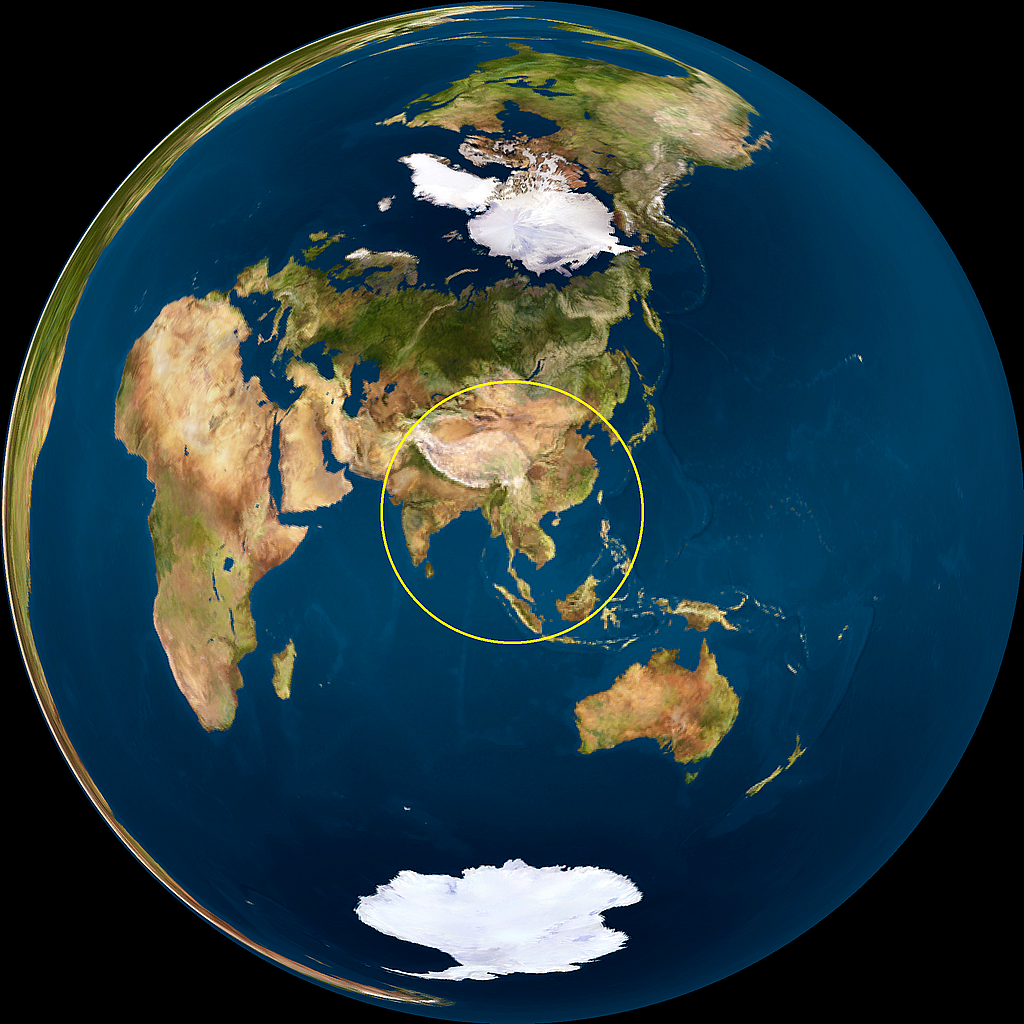
El círculo de Valeriepieris de Danny Quah en un modelo de globo, representado como una proyección acimutal equivalente de Lambert centrada en Mong Khet, Birmania (siendo casi antípoda, América del Sur está distorsionada en las grandes medias lunas).

El círculo de Valeriepieris es una región circular demográfica centrada en el mar de la China Meridional en el mundo que tiene un radio de aproximadamente 4000 kilómetros —aproximadamente el 6,7% de la superficie total de la Tierra— y contiene más de la mitad de la población mundial. Recibió su nombre del nombre de usuario de Reddit de Ken Myers, un profesor de ESL de Texas que llamó la atención por primera vez sobre el fenómeno en 2013. El mapa se convirtió en un meme y apareció en numerosos medios de comunicación.

## Descripción
En 2015, el círculo fue probado por Danny Quah, quien verificó la afirmación pero movió el círculo ligeramente para excluir la mayor parte de Japón y utilizó un modelo de globo terráqueo en lugar de un mapamundi, así como cálculos más específicos. Calculó que, a partir de 2015, la mitad de la población mundial vivía en un radio de 3300 kilómetros de la ciudad birmana de Mong Khet.
La imagen más común del círculo, utilizada originalmente por Myers y también presentada por io9 y Tech in Asia, utilizó la Proyección de Winkel-Tripel.

### Áreas compuestas dentro de Valeriepieris
- Subcontinente indio
- Golfo de Bengala
- Sudeste Asiático
- Asia Oriental
- Gran China